# The Beach Boys (album)
The Beach Boys je pětadvacáté studiové album americké skupiny The Beach Boys. Vydáno bylo v červnu roku 1985 a je prvním albem po smrti jednoho ze zakládajících členů kapely, Dennise Wilsona. Desku produkoval Steve Levine. Umístila se na 52. příčce americké hitparády. Kromě členů kapely se na albu podíleli například Stevie Wonder, Gary Moore a Ringo Starr.

## Seznam skladeb
1. Getcha Back – 3:02
2. It's Gettin' Late – 3:27
3. Crack at Your Love – 3:40
4. Maybe I Don't Know – 3:54
5. She Believes in Love Again – 3:29
6. California Calling – 2:50
7. Passing Friend" – 5:00
8. I'm So Lonely – 2:52
9. Where I Belong – 2:58
10. I Do Love You – 4:20
11. It's Just a Matter of Time – 2:23

## Obsazení
The Beach Boys
- Brian Wilson – zpěv, syntezátory, klavír
- Carl Wilson – zpěv, syntezátory, kytara
- Mike Love – zpěv
- Al Jardine – zpěv, kytara
- Bruce Johnston – zpěv, syntezátor

Ostatní hudebníci
- John Alder – kytara, dobro
- Graham Broad – bicí, perkuse
- Stuart Gordon – housle, viola, violoncello
- Steve Grainger – saxofon
- Roy Hay – různé nástroje
- Simon Humphrey – baskytara
- Judd Lander – harmonika
- Steve Levine – programování
- Julian Lindsay – syntezátory, varhany, klavír, baskytara, aranžmá
- Terry Melcher – syntezátory
- Kenneth McGregor – pozoun
- George McFarlaine – baskytara
- Gary Moore – kytara
- Ian Ritchie – saxofon, lyrikon
- Dave Spence – trubka
- Ringo Starr – bicí, tympány
- Stevie Wonder – bicí, baskytara, elektrické piano, harmonika